# Херман III (Швабия)
Херман III (на немски: Hermann III, * пр. октомври 995; † 1 април 1012) е херцог на Швабия през 1003 – 1012 г. и последният член на рода Конрадини.

## Биография
Той е син на Херман II († 1003) и на Герберга Бургундска († 1019), дъщеря на бургундския крал Конрад III от Велфите и неговата втора съпруга Матилда Френска, дъщеря на крал Луи IV от Франция. По-малък брат е на Матилда и Гизела.
През 1002 г. баща му губи при кандидатските избори за крал в полза на Хайнрих II и скоро след това през 1003 г. умира. След неговата смърт малкият Херман III става херцог на Швабия под попечителството на император Хайнрих II.
Херман III умира през 1012 г. бездетен. На трона го последва Ернст I от Бабенбергите, който след две години през 1014 г. се жени за сестра му Гизела.